# 44ste Oscaruitreiking
De 44ste Oscaruitreiking, waarbij prijzen worden uitgereikt aan de beste prestaties in films in 1971, vond plaats op 10 april 1972 in het Dorothy Chandler Pavilion in Los Angeles, California. De ceremonie werd gepresenteerd door Helen Hayes, Alan King, Sammy Davis jr. en Jack Lemmon.
De grote winnaar van de 44ste Oscaruitreiking was The French Connection, met in totaal 8 nominaties en 5 Oscars.

## Winnaars

### Films
| Categorie               | Winnaar                       | Regie            |
| ----------------------- | ----------------------------- | ---------------- |
| Beste Film              | The French Connection         | William Friedkin |
| Beste Buitenlandse Film | Il giardino dei Finzi-Contini | Vittorio de Sica |
| Beste Documentaire      | The Hellstrom Chronicle       | Walon Green      |

### Acteurs
| Categorie                  | Winnaar         | Film                  |
| -------------------------- | --------------- | --------------------- |
| Beste Mannelijke Hoofdrol  | Gene Hackman    | The French Connection |
| Beste Vrouwelijke Hoofdrol | Jane Fonda      | Klute                 |
| Beste Mannelijke Bijrol    | Ben Johnson     | The Last Picture Show |
| Beste Vrouwelijke Bijrol   | Cloris Leachman | The Last Picture Show |

### Regie
| Categorie       | Winnaar          | Film                  |
| --------------- | ---------------- | --------------------- |
| Beste Regisseur | William Friedkin | The French Connection |

### Scenario
| Categorie                | Winnaar         | Film                  |
| ------------------------ | --------------- | --------------------- |
| Beste Origineel Scenario | Paddy Chayefsky | The Hospital          |
| Beste Bewerkt Scenario   | Ernest Tidyman  | The French Connection |

### Speciale prijzen
| Categorie      | Winnaar         |
| -------------- | --------------- |
| Honorary Award | Charlie Chaplin |